# Adelbert Dankowski
Adelbert Wojciech Dankowski (Grande Polonia, 1760 – 1836 circa) è stato un compositore e violista polacco.
Si formò musicalmente presso il monastero dei Cistercensi di Obra, diventando verso il 1779 musicista del monastero stesso.
Dal 1787 al 1798 fu compositore e maestro della cappella della cattedrale di Gniezno. Nel 1792 iniziò a prestare servizio come violista per il teatro di Lemberg.
La musica strumentale di Dankowski appartiene al primo classicismo e risente sicuramente dell'azione di Franz Joseph Haydn; mentre nei suoi lavori vocali (scrisse solamente musica sacra) si denota una forte influenza da parte della scuola musicale napoletana. La sua musica è per lo più omofonica e caratterizzata dalla presenza di elementi tipici delle danze polacche (polonaise).

## Lavori
- 2 sinfonie (in re maggiore, in mi maggiore)
- 39 messe
- 3 requiem
- 27 vespri
- 7 litanie
- 37 mottetti
- Salve Regina
- Altre composizioni sacre minori